# Taxis
Taxis (em grego medieval: Tαξίς; romaniz.: Taxis; em húngaro: Taksony), Taxo (em latim: Taxus) ou Taxano (em latim: Taxan(us)); antes ou cerca de 931 – começo da década de 970) foi grão-príncipe da Hungria após a derrota catastrófica deles na Batalha de Lechfeld de 955. Em sua juventude, participou nos raides de pilhagem na Europa Ocidental, mas durante seu reinado os húngaros apenas miraram o Império Bizantino. O Feitos dos Húngaros registra que significativos grupos muçulmanos e pechenegues se assentaram na Hungria sob Taxis.

## Vida

### Início da vida

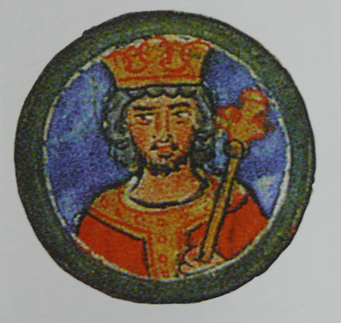
Iluminura de

Taxis era filho de Zaltas (o terceiro grão-príncipe), segundo o Feitos dos Húngaros (escrito cerca de 1200). A mesma fonte adiciona que sua mãe era uma filha de nome incerto de Menumoruto, um governante local derrotado pelos conquistadores húngaros pouco antes de 907. Seu autor também diz que Taxis nasceu "no ano 931 da encarnação de Nosso Senhor". O Feitos dos Húngaros relata que Zaltas abdicou em favor de Taxis em 947, três anos antes de sua morte.
Os historiadores modernos têm confrontaram essa informação. Um fonte quase-contemporânea – a Retribuição de Liuprando de Cremona – narra que Taxis liderou um raide na Itália em 947, o que sugere que havia nascido consideravelmente antes de 931. O reinado de seu pai foi preservado apenas no Feitos dos Húngaros; seu autor anônimo lista Zaltas entre os grão-príncipes, e todos os monarcas húngaros posteriores foram descendentes dele. O imperador Constantino VII (r. 913–959) escreveu cerca de 950 que Falitzis, o primo de Taxis, foi grão-príncipe dos húngaros à época.
| “ | Naquele tempo, Taxis, rei dos húngaros, veio a Itália com grande exército. Berengário deu-lhe 10 medidas de moedas não de seu próprio dinheiro, mas uma extorsão das igrejas e pobre. | ” |
|   | — Liuprando de Cremona. Retribuição. |   |

## Reinado
Uma fonte posterior, João de Abensberga, diz que ele lutou na Batalha de Lechfeld em 10 de agosto de 955. Lá, o futuro imperador Otão I repeliu um exército húngaro de 8 000 soldados. Se o relato é fiável, Taxis foi um dos poucos líderes a sobreviver ao conflito. Estudiosos modernos, incluindo Zoltán Kordé e Gyula Kristó, sugerem que Falitzis abdicou em favor de Taxis nesse período. Após aquela batalha, os raides húngaros na Europa Ocidental pararam, e eles foram forçados a retirar-se aos territórios entre os rios Aniso e Traisen. Contudo, os húngaros continuaram suas incursões no Império Bizantino até a década de 970.
Segundo o Fonte dos Húngaros, "uma grande hoste de muçulmanos" chegou na Hungria "das terras da Bular" sob Taxis. O contemporâneo Ibraim ibne Iacube também registrou a presença de mercadores muçulmanos da Hungria em Praga em 965. Anônimo também registra a chegada de pechenegues durante o reinado de Taxis; ele garantiu-lhes "uma terra para habitar na região de Cemei, tão longe quanto o Tísia. O único sinal de uma conexão húngara com a Europa Ocidental sob Taxis é um relato de Liuprando de Cremona. Ele escreve que Zaqueu, a quem o papa João XII consagrou bispo, foi "enviado aos húngaros de modo a pregar que eles deveriam atacar" os germânicos em 963. Contudo, não há evidência que Zaqueu sequer chegou na Hungria. Taxis arranjou o casamento de seu filho mais velho Géza com Sarolta, filha do gilas da Transilvânia antes de sua morte no começo da década de 970.

## Família
O casamento de Taxis com uma mulher "da terra dos cumanos" foi arranjado por seu pai, segundo o Feitos dos Húngaros. Embora essa referência aos cumanos é anacrônica, Gyula Kristó e outros historiadores argumentam que a Feitos parece ter preservado a memória da origem turca – cazar, pechenegue ou búlgara do Volga – da esposa de Taxis. O nome de dois dos seus filhos (Géza e Miguel) foi preservado.

## Árvore genealógica da Casa de Arpades
|-